# Кашински метеорит
Кашинският метеорит е каменен метеорит от групата хондрити с маса около 122 кг, паднал на територията на европейската част на Русия през 1918 г. Координатите на сблъсъка му със Земята са 57°21 N, 37°37 E.

## История
Метеоритът пада в следобеда на 27 февруари 1918 г. върху замръзнало поле, на около 260 м от село Глазатово в Кашински район на Тверска област. Селяните веднага намират мястото на падане, пренасят метеорита в селото и го излагат на мегдана. Част от него е раздробена с чукове и отчупените парчета са взети от различни хора заради вярването, че е светиня, изпратена им от Господ. Други го приемат като знак за края на света. Скоро от Кашин и околните села пристигат още много хора за да го видят. Някои от тях идват, носейки чукове, и отчупването на парчета от метеорита продължава.
Местните власти съобщават за събитието в Петербург и от близкия град пристигат трима въоръжени червеногвардейци за да приберат каквото е останало от метеорита. Местните жители отказват да им го предадат, тъй като духовниците го обявяват за светиня и искат около него да се построи параклис. И до днес се разказва легендата, че на мястото на падането, през нощта, може да се види запалена свещ, а водата в близките водоеми има лечебна сила.
На 1 март находката все пак е транспортирана до Кашин, където престоява 40 дни, преди да бъде изпратена на Петровската селскостопанска академия в Москва. Там е предоставена за по-нататъшни проучвания на професор Яков Самойлов, минералог, геохимик и литолог. Кашинският хондрит все още се съхранява в Москва, но се намира в Метеоритната колекция на Руската академия на науките и е изложен в Минералогичния музей „Ферсман“.
Според съобщенията това не е първият метеорит, паднал в околностите на Кашин. В Никоновската летопис се съдържа информация и за друг подобен инцидент. На 8 декември 1411 г. в село Стражнево, кашинският княз Василий Михайлович III и местните жители, стават свидетели на падане на метеорит. В аналите феноменът е описан като страшен, ужасен змей, прелетял от Кашин и издишащ огън.

## Описание
Падането на метеорита е придружено от не твърде силен звук, напомнящ топовен изстрел и последващ тътен. Кратерът, образуван от сблъсъка на небесно тяло със земната повърхност, е с диаметър 1 м и дълбочина около 30 см. По оценка на Краеведския музей в Кашин теглото му е приблизително 150 -200 кг. В действителност, приблизителното тегло на основната част, откарана в Москва, е около 122 кг.
Според разказите на двамата очевидци, първи пристигнали при метеорита, над земята стърчи само върхът му, който при докосване е сух и студен. Когато селяните го изваждат с лостове, под него се вижда течна кал, въпреки че почвата наоколо е замръзнала. Камъкът е черен и при отчупване повърхността е леко блестяща.
Размерите на метеорита са около 50 см и в трите измерения. От едната страна е почти плосък, а на срещуположната има множество издатини, повечето от които са отчупени от селяните. Релефът е регмаглиптов – повърхността е осеяна с вдлъбнатини с различен размер и дълбочина, напомнящи на пръстови отпечатъци в мека глина.
Десетте най-големи фрагмента са покрити с черна кора, от кадифено-матова до леко лъскава. В местата на отчупване цветът обикновено е сив, а вътрешната маса е разнородна. Ясно се вижда финозърнестата порфирна структура, в която изобилстват малки белезникави хондри от силициеви съединения с кристални включвания – зърна с различна форма от бронзово-жълти и сребристо-бели железни съединения с метален блясък, някои от които вече са окислени. Това окисление е особено силно в отломките, събрани в село Глазатово, които са най-дребни. Някои фрагменти на мястото на разцепването носят слаби, но съвсем ясни следи от началото на топене, което показва, че по време на падането на метеорита са се образували пукнатини, в които горещите газове избухват и предизвикват топенето. Наличието на такива пукнатини определя и относителната лекота, с която в началото парчетата се отсичат от метеорита. Всъщност неговият вискозитет е много висок, както се наблюдава при централната, ненатрошена част, в която селяните „са счупили всички брадви“.

## Проучване и събиране на материали
След като информацията за падането стига до Академията на науките на СССР, на мястото е командирован специалистът по метеорити Леонид Кулик. Той пристига там на 11 април 1918 г. и научава, че два дни преди това метеоритът е изпратен в Москва.
Кулик започва наземно проучване на терена, където се е ударил метеоритът. Кратерът, който обследва, представлява кръгла яма, почти пълна с вода. Дъното е почти равно, с незначителна вдлъбнатина в центъра, под която почвата е замръзнала. Наоколо се виждат неравномерно разпръснати при удара буци пръст, обхващащи зона с елипсовидна форма с размери 32х21 м и дълга ос, насочена приблизително на североизток. Близо до ямата те са разположени най-гъсто. Отчитайки наличието на конусовидна въздушна вълна, изпреварваща метеорита преди падането му и факта, че траекторията на полета е наклонена към дадена точка, Кулик успява да уточни посоката на движението му. Взима предвид и чуването на звука от хора, отстоящи на различно разстояние от мястото на падане. Преценява, че вероятната посока на полета на метеорита е приблизително от югозапад на североизток.
След като проучва и снима мястото на катастрофата, ученият започва да разпитва очевидци. Интервюира около 40 свидетеля, всеки от които подписва показанията си. Поради различия в разказите им, Кулик трудно успява да уточни деня на падане, но все пак накрая достига до датата 14 (27) февруари. Ситуацията е още по-лоша с конкретизирането на часа, тъй като никой не може да го посочи точно. Отговорите се разминават, но все пак се стига до времето около 12:30 на обяд. Ученият уточнява и климатичните условия в момента на падане – плътна облачност, южен вятър, снеговалеж и температура около 0 °С.(5)
Кулик прави почти безуспешни опити до получи или откупи поне част от отсечените фрагменти. Успява да събере само 9 броя, 6 от които безплатно. Другите купува на цена между 5 и 20 рубли. Освен това от мястото, където е лежал метеоритът, събира съвсем дребни парченца, някои от тях вече покрити с ръжда. Общата им маса е 87,5 г, а всичко, събрано от него в селото тежи едва 923,7 г. Данните за първоначалния размер и тегло на метеорита са недостатъчни, но основната му маса, изпратена в Петровската селскостопанска академия е 122 кг. Около 923,7 грама Кулик занася в Академията на науките и около половин килограм остава при местните жители.